# 18661 Zoccoli
18661 Zoccoli este un asteroid din centura principală de asteroizi.

## Descriere
18661 Zoccoli este un asteroid din centura principală de asteroizi. A fost descoperit pe 20 martie 1998 la Socorro, New Mexico, în cadrul proiectului LINEAR. Asteroidul prezintă o orbită caracterizată de o semiaxă mare de 2,49 ua, o excentricitate de 0,10 și o înclinație de 6,0° în raport cu ecliptica.